# Isla Inexpresable

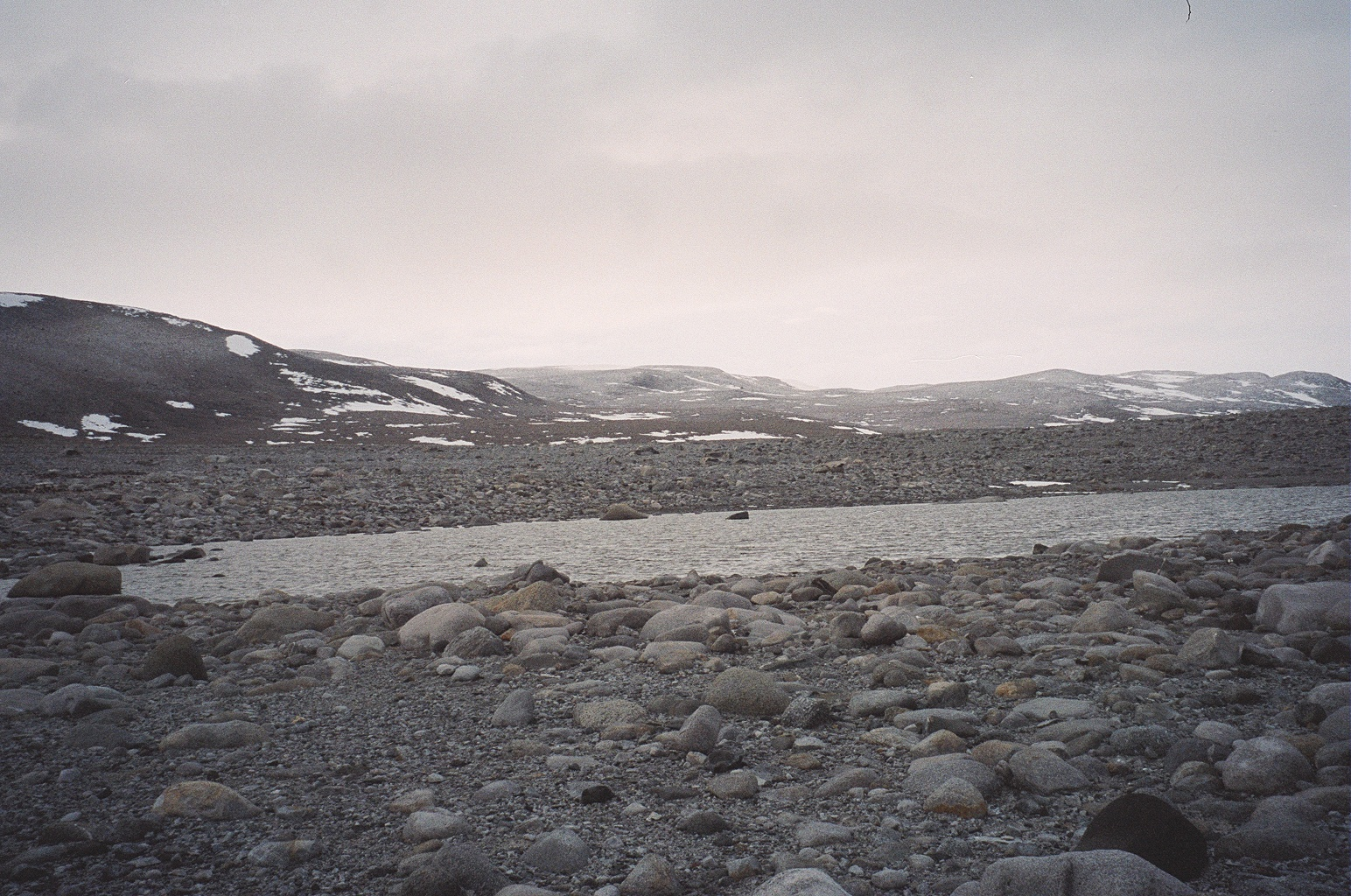
Vista del interior.

La isla Inexpresable (en inglés: Inexpressible Island) es una isla rocosa de la bahía Terra Nova en la Antártida. Fue utilizada por miembros del equipo de la expedición Terra Nova. El lugar de la cueva de hielo está clasificado como categoría I por el Antarctic Heritage Trust y está protegido por el Tratado Antártico.

## Historia

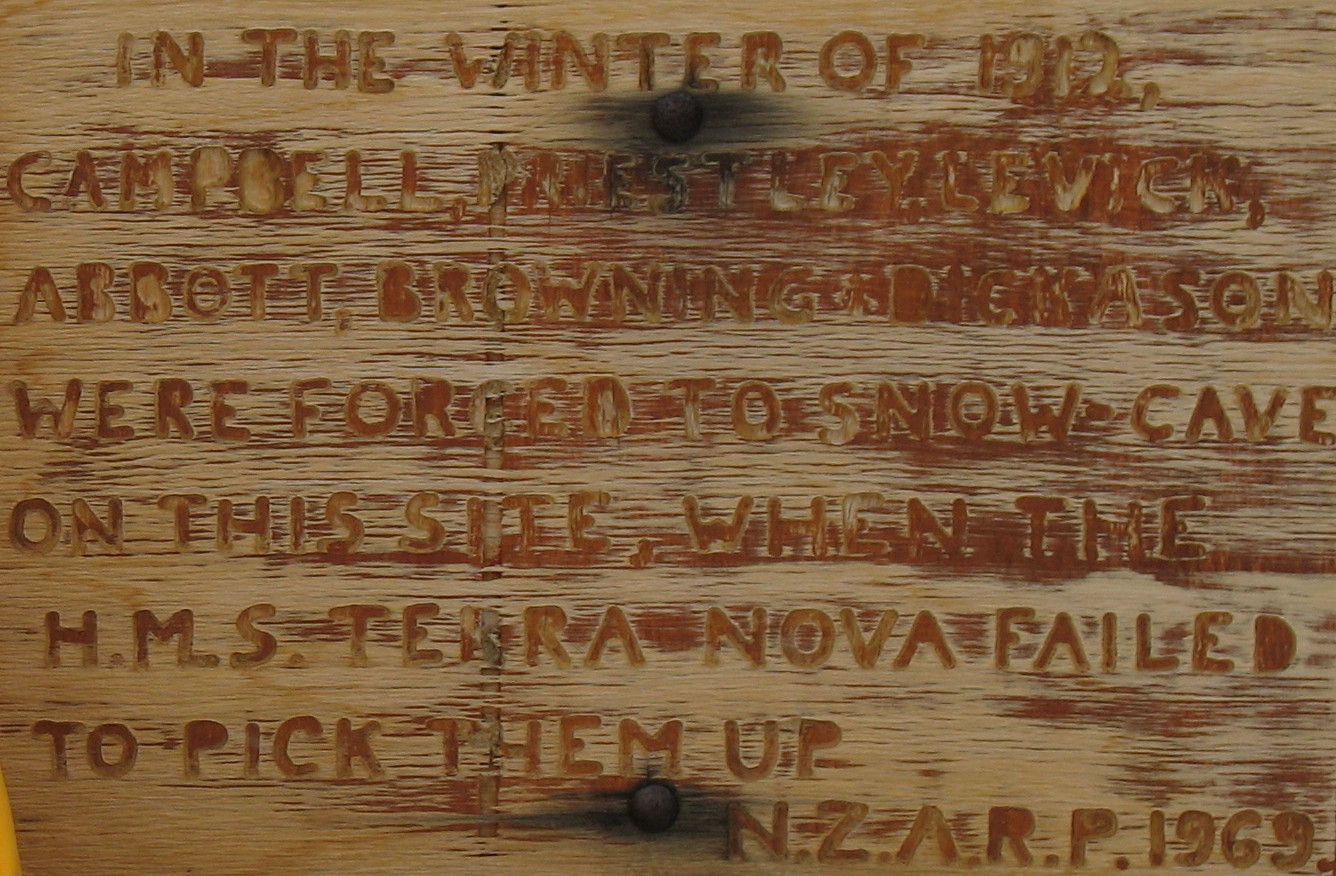
Cartel en memoria de la expedición Terra Nova

La expedición Terra Nova de Robert Falcon Scott, realizada de 1910 a 1913, comprendió varios grupos. Uno de ellos, el del norte no acompañó a Scott al interior de la Antártida y pasó el invierno en el cabo Adare. Permanecieron en Evans Cove con víveres para seis semanas con la intención de realizar investigaciones geológicas. Una vez finalizado el trabajo, les quedaban víveres para cuatro semanas aproximadamente , sin prever el caso de que el barco Terra Nova no llegara a tiempo para rescatarlos. El Terra Nova quedó aprisionado en el hielo. No pudiendo comunicarse con el barco, el equipo sobre la isla tuvo que pasar el invierno allí. Los hombres construyeron una caverna de hielo y cazaron focas y pingüinos para sobrevivir.
Construyeron un depósito en la morrena Hells Gate (Puerta del infierno), en 74°52′S 163°50′E / -74.867, 163.833, situado en la isla. Contenía principalmente un trineo con equipamientos. A pesar de este pequeño refugio, los hombres decidieron permanecer en la caverna de hielo y en un refugio de piedra.
Sufrieron congelación, hambre, disentería y los fuertes vientos que azotaban la isla. Abandonaron la isla el 30 de septiembre de 1912 y cruzaron el  glaciar Drygalski. Browning estaba muy enfermo y Dickason casi inválido debido a los estragos de la disentería, pero llegaron a Hut Point el 5 de noviembre.
El 7 de febrero de 2024 fue inaugurada oficialmente por China, la base Qinling, en el extremo sur de la isla.

## Sitios y monumentos históricos
La caverna de hielo de isla Inexpresable fue construida en marzo de 1912 por el grupo norte de la expedición antártica británica (1910-13), comandada por Victor Campbell. El grupo pasó el invierno de 1912 en esta cueva de hielo y aún quedan un cartel de madera, una placa y huesos de foca. A propuesta de Nueva Zelanda fue declarada Sitio y Monumento Histórico n.º 14 por Rec. VII-9 en 1972 y medida 11 de 2012. El sitio es conservado por Nueva Zelanda, Italia y el Reino Unido.
El lugar de depósito en la morrena de Hells Gate consistía en un trineo cargado con suministros y equipos colocados allí el 25 de enero de 1913 por la expedición antártica británica. En 1994 se retiraron el trineo y los suministros para frenar su deterioro. Fue declarada Sitio y Monumento Histórico n.º 68 por la medida 4 de 1995 a propuesta de Nueva Zelanda, Noruega y el Reino Unido. El sitio es conservado por Nueva Zelanda y el Reino Unido

## Reclamación territorial
La isla es reclamada por Nueva Zelanda como parte de la Dependencia Ross, pero esta reclamación está sujeta a las disposiciones del Tratado Antártico.